# Сёстры Чан Ньыт
Сёстры Чан Ньыт (вьет. Trần Nhựt) — сёстры Чан Ньыт Тхань Ван (Trần Nhựt Thanh Vân, род. 1 января 1962) и Чан Ньыт Ким (Trần Nhựt Kim, род. 24 октября 1963) — французские писательницы вьетнамского происхождения.

## Биографии
Уроженки города Хюэ, Вьетнам, из образованной семьи. В 1968 году семья эмигрировала в США, в 1971 году — во Францию, где сёстры проживают и поныне.
Ким изучала физику во Франции, Тхань Ван получила диплом инженера-механика в Калифорнийском технологическом институте (California Institute of Technology).
В 1999 году сестры начали писать и публиковать на французском языке серию книг о полицейском чиновнике во Вьетнаме XVII века. Прототипом героя послужил прадед с материнской стороны, умный и мужественный человек, который стал мандарином будучи ещё очень молодым.

## Черты повестей серии
Книга открывается сценой преступления, причиной которого служит нарушение какого-либо запрета, совершение греха — распутство, чревоугодие и прочие. Немедленное наказание грешника — расследуемое преступление.
На ближайших к началу книги страницах присутствует сцена с двусмысленным диалогом, который воспринимается как скабрёзный, но имеет невинный смысл.
В течение повести за счет натуралистических деталей нагнетается атмосфера ужаса — преступление кажется все более извращенным и отвратительным. Оно совершается с помощью биологических технологий, доступных знаниям XVII века.
В результате расследования преступление оказывается гораздо менее жестоким, предумышленное извращение — совпадением деталей. Частный случай преступления связывается с бурной политической жизнью средневекового Вьетнама и Индокитая в целом.
Для придания экзотичности используются биологические детали — сельское хозяйство и разведение животных, кулинария, косметика, медицина.